# Eugenio Lemus
Eugenio de Lemus y Olmo (1843-siglo XX) fue un grabador español del siglo XIX

## Biografía
Habría nacido en 1843. Grabador en dulce, era natural de la localidad de Torrelavega, en la antigua provincia de Santander. Lemus, que fue discípulo de Carlos Luis de Ribera y de Domingo Martínez, estudió la Escuela Especial de Pintura, Escultura y Grabado. Su muerte sería posterior a 1911.
Fue premiado con tercera medalla en la Exposición de Bellas Artes de 1871. En la Exposición de 1876 presentó La lluvia de oro de original de Tiziano; en la de 1878 Visión de San Pedro Nolasco según Zurbarán; Retrato del Príncipe D. Baltasar Cárlos de Velázquez, la Maja de Goya, y tres dibujos. En la de 1881 El entierro de San Lorenzo por el cuadro de Vera, siendo premiado con otra medalla de tercera clase. También fue de su mano un Retrato ecuestre del Rey D. Alfonso. Desempeñó la plaza de regente de la Real Calcografía y llegó a ser condecorado con una encomienda de Isabel la Católica.